# Berat
Berat (albánsky Berati),  v minulosti česky také nazývaný Albánský Bělehrad, je město na jihu střední části Albánie, v údolí řeky Osum. Berat je správním centrem stejnojmenného kraje. V roce 2023 mělo město 62 232 obyvatel. Beratu se také někdy přezdívá Město tisíce oken (albánsky Qyteti i një mijë e një dritareve). 
Historické centrum Beratu s místní citadelou bylo spolu s městem Gjirokastër v roce 2005 zapsáno na seznam Světového dědictví UNESCO. Obě města byla nepřetržitě osídlena od starověku až do současnosti a jsou ukázkou bohatství a rozmanitosti městského a architektonického dědictví tohoto regionu. Berat si zasloužil zápis na seznam světového dědictví především jako doklad soužití různých náboženských a kulturních komunit v průběhu staletí. V areálu citadely se kromě obytných domů, hradu a hradního opevnění nachází řada byzantských kostelů, postavených převážně ve 13. století, a také několik mešit z osmanského období.

## Poloha
Berat leží při pravém břehu řeky Osum v místech, kde vytéká z údolí mezi pohořími Mali i Shpiragut a Mali i Tomorrit do pobřežní nížiny. Nachází se 71 km severně od Gjirokastëru, 70 km západně od Korçë, 70 km jižně od hlavního města Tirany a 33 km východně od Fieru. Východně od něho se zvedá Tomorr vystupující do výšky až 2 400 m n. m. Západně od města se pak nachází pláň Myzeqe, do níž se postupně otevírá údolí řeky Osum.

## Název
Město je v historii zmiňováno pod různými jmény: nejprve jako Antipatreia (Αντιπάτρεια), později jako Poulcheriopólis (krásné město, řecky Πουλεριόπολις). Po příchodu Slovanů a obsazení města Bulhary získalo jméno Belograd (odtud pochází i historické české pojmenování Albánský Bělehrad). To je doloženo i v podobách Bellagradi (1280) a Belgradi (1431). Současné jméno Berat vzniklo z tohoto slovanského označení.[zdroj?]

## Historie
Berat je jedním z nejstarších měst na území dnešní Albánie. První známé trvalé osídlení na místě dnešního města existovalo v 6. století př. n. l., kdy se zde nacházela řecká osada. Podle tehdejších obyvatel nesl celý region jméno Dessaretis a samotná osada se jmenovala Antipatreia (řecky Αντιπάτρεια). Neexistují záznamy o tom, kdy osídlení přesně vzniklo, podle některých zdrojů je staré 2400 let. Pevnost v údolí umožňovala kontrolu nad strategickou trasou i nad celým úrodným údolím ve starověku. Zhruba okolo roku 200 př. n. l. osadu obsadily římské jednotky pod vedením Lucia Apustia, který zbořil při obléhání původní hradby a vyvraždil všechny muže v osadě.
Berat se tak stal součástí Římské říše a později říše Byzantské. O jeho rozvoj se zasloužil především císař Theodosius II., za jehož vlády město změnilo jméno a stalo se sídlem biskupství. V 7. století však trpělo při útocích Slovanů.
V 9. století město obsadilo Bulharsko pod vedením cara Borise I. Získalo slovanské jméno Beligrad/Belgrad (bílé město), doložena je rovněž i jeho řecká podoba (Βελέγραδα). Stalo se jedním z hlavních sídel v regionu Kumičevica, který středověké Bulharsko ovládalo. Byzantinci jej získali zpět až v roce 1018, kdy tehdejší bulharský správce Elemag vydal město byzantskému císaři Basileiovi II. po dlouhém obléhání. V byzantských rukou zůstalo až do roku 1203, kdy je při čtvrté křížové výpravě zabrala Druhá bulharská říše, avšak pouze na krátkou dobu; v průběhu 13. století je získali Byzantinci zpět pod svoji vládu. V druhé polovině téhož století bylo město součástí křižáckého Albánského království (Regnum Albanae), v jehož čele stál Karel I. z Anjou.
Místní albánské obyvatelstvo se přidalo na stranu západních zemí, které útočily i během následujících křížových výprav proti Byzanci. V roce 1274 obsadil město, které bylo součástí epirského despotátu, nástupnického státu Byzance na území dnešní Albánie, byzantský císař Michael VIII. Palaiologos. Odtud se vydal s podporou některých dalších místních Albánců zaútočit na přístavní město Drač, avšak neúspěšně. V letech 1280–1281 obléhala Berat sicilská vojska, než je dokázaly další byzantské síly odehnat. Byzantinci však opět nebyli schopni Berat udržet po delší dobu ve svých rukou: v roce 1330 jej obléhali albánští vzbouřenci (většinou z oblastí daleko v horách, mimo vliv byzantských mocenských center), o pět let později se jim při druhém útoku město podařilo získat. O zhruba deset let později se Beratu zmocnil srbský car Štěpán Uroš IV. Dušan. Za úpadku carství po jeho smrti (1355) bylo po několik desítek let v rukou místních vládců.
V roce 1385 obsadili Berat Turci. Ti zde své vojsko umístili na jistou dobu proto, aby vybudovali opevnění pro potřeby následujícího útoku na albánské pobřeží, kde byl jejich strategickým cílem přístav Vlora. Fakticky však město řídil od roku 1396 rod Muzaků, který z něho učinil sídlo svého panství. Až roku 1417 bylo integrováno do Osmanské říše. V roce 1455 se o jeho obsazení pokoušel neúspěšně albánský vojevůdce Skanderbeg spolu se svými spojenci z Neapole.
V raných tureckých dobách město značně upadalo: ke konci 16. století mělo pouhých 710 domů. V následujícím století  však začalo opět růst. Hlavním řemeslem, které dalo Beratu ve své době věhlas, bylo řezbářství. Roku 1670 navštívil Berat turecký cestovatel Evlija Čelebi, který zde napočítal 5 000 kamenných domů a 100 výstavných domů s řadou fontán. Přestože jsou Čelebiho popisy osmanských měst v raném novověku mnohdy nepřesné[zdroj?], popsal poměrně podrobně dobové uspořádání místní pevnosti Kalaja.

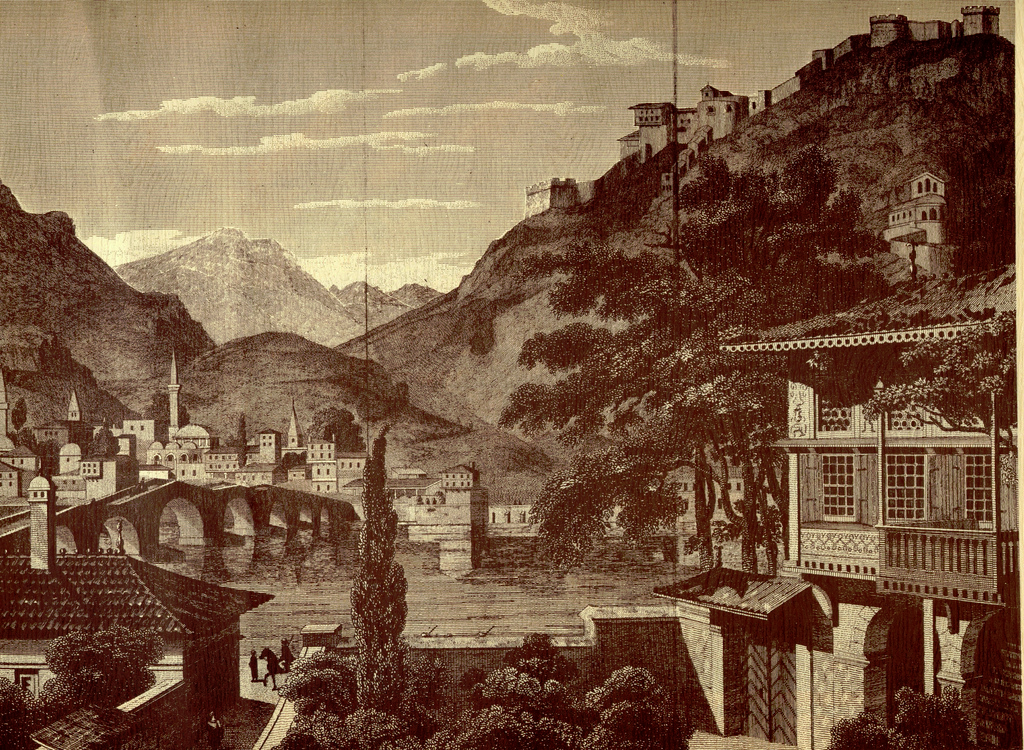
Berat v roce 1830.

V 18. století se Berat řadil mezi nejvýznamnější turecká města na území dnešní Albánie. V této době vznikla také značná část domů, které tvoří staré město. Byl centrem beratského pašalíku, v jehož čele stál Ahmet Kurt Pasha. Po porážce Ibrahima Pashi Ali Pashou byl Berat administrativně připojen k Ioanninskému vilájetu. Získání Beratu pro něho mělo klíčový význam, neboť se nachází v jednom z mála údolí, která umožňují přístup z východu k úrodným polím v albánských nížinách u pobřeží.
Ve století devatenáctém mělo město významnou úlohu při albánském národním obrození. Od roku 1835 zde existovala řecká škola. Obyvatelstvo bylo do značné míry pravoslavné (zhruba 5 000 obyvatel), ačkoliv se dominantním náboženstvím na území Albánie stal islám. Roku 1851 poškodilo Berat zemětřesení, po němž bylo město porůznu přestavováno. Událost představovala pro dějiny města přelomový bod.
V roce 1903 zde došlo ke vzpouře místního albánského obyvatelstva proti turecké nadvládě. Vyvolala ji nespokojenost s vysokými daněmi, které uvalila na místní obchodníky turecká správa. Nepokoje v té době nastaly i v řadě dalších albánských měst, např. v Elbasanu. Až do poloviny století byly v Beratu ještě tři velké trhy, které fungovaly pravidelně každou sobotu: Kukuřičný trh, Mléčný trh a Dobytčí trh.
Během první světové války okupovaly Berat nejprve ústřední mocnosti a poté jej obsadili řečtí vojáci.
V roce 1930 žilo ve Beratu dle údajů z dobového sčítání lidu 10 403 obyvatel. V roce 1932 byl připraven první moderní územní plán, který předpokládal rozvoj města do celého údolí řeky Osum. Výstavbu ve vymezených oblastech se nicméně podařilo zrealizovat až po druhé světové válce. Předpokládána byla výstavba škol, továren, zeleně a zachování původního středu města. V roce 1942, během italské okupace Albánie, byl uvedený plán dále rozpracováván italským architektem Gherardem Bosiem a zvažované zastavitelné území bylo nadále rozšířeno, stejně tak se počítalo s ponecháním původního historického centra (Mangalem). Domy měly být postaveny jako bloková zástavba v podobě tehdejší italské moderní architektury. Na řece Osum měl být vybudován ostrov.

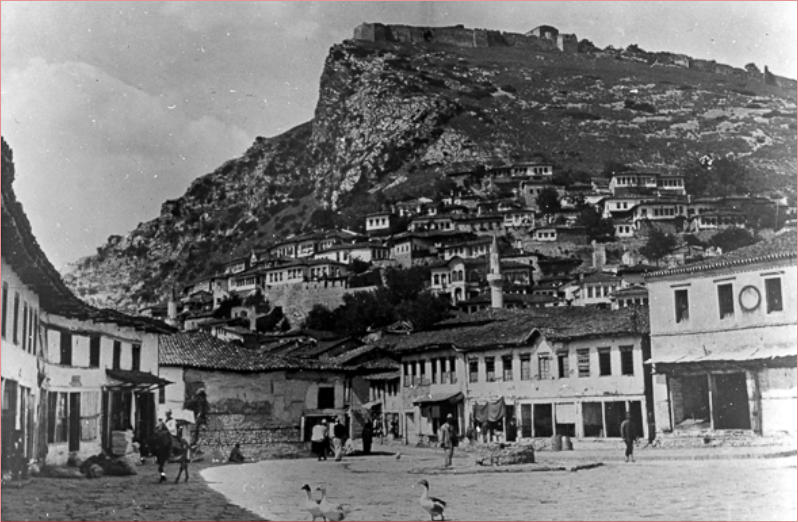
Město na počátku 20. století.

Partyzánské jednotky vstoupily do Beratu dne 12. září 1944. Mezi 23. a 30. říjnem 1944 se zde uskutečnilo druhé zasedání Rady národního osvobození, na němž byla ustavena prozatímní vláda Albánie v čele s Enverem Hodžou jako premiérem a ministrem obrany. Došlo k tomu nedlouho poté, kdy odsud byli vypuzeni němečtí vojáci (13. září 1944).
Protože se město nachází stranou všech hlavních dopravních tahů v zemi, nezaznamenalo rychlý růstu jako např. Drač, Elbasan nebo Skadar. Během socialistické výstavby po druhé světové válce se rozšiřovalo jihovýchodním směrem, dále od historického centra Beratu. To zůstalo v podstatě nedotčené. Nové domy vyrostly po obou stranách dnešní třídy Bulevardi Republika, na záplavové louce řeky Osum, kde bylo dost místa. Na konci třídy poté vznikl fotbalový stadion. Výstavba se rozšířila i severovýchodně od středu města. Tam vzniklo i několik menších továren, které však byly po roce 1991 uzavřeny. K nim patřila např. textilka, která nesla jméno Mao Ce-Tunga, dokončená roku 1970.
V roce 1991 došlo v Albánii k politickým změnám, které vedly k pádu Albánské strany práce, a poslední evropská země se systémem vlády jedné strany tak přešla k demokratickému uspořádání. Během demonstrací byl nicméně Berat po dlouhou dobu loajální komunistickému vedení. Po prvních nepokojích v Tiraně byl v Beratu zřízen tzv. Výbor na obranu vlasti, v jehož čele byli důstojníci albánské armády loajální k Albánské straně práce. Nedlouho před zhroucením režimu zde tito „enveristé“ skládali přísahu Enveru Hodžovi.
Po otevření Albánie do Evropy po roce 1991 se město stalo vyhledávaným turistickým cílem. V roce 2005 bylo díky svému historickému centru zapsáno spolu s městem Gjirokastër na seznam světového dědictví UNESCO. Roku 2009 místní pevnost navštívilo zhruba devatenáct tisíc lidí. Od roku 1979 zde sídlí etnografické muzeum a později vzniklo také hojně navštěvované[zdroj?] muzeum ikon. V roce 2023 jej časopis Time označil za destinaci roku 2023. Město si v roce 2023 stanovilo za cíl přilákat 400 000 návštěvníků. Turistika nicméně zvýšila zatížení místních ulic, což poškozuje původní dlažbu a dále některé zdi. Výhledově má být také renovována historická vyhlídka na města na bastionu místní pevnosti (albánsky Tabja).
Mimo turisty navštěvované centrum byl také přestavěn zmíněný bulvár Republiky (jako pěší zóna) a obnoveny byly veřejné budovy přiléhající k náměstí Teodora Muzaky.

## Obyvatelstvo
Obyvatelstvo je nábožensky smíšené, muslimsko-křesťanské. Počet obyvatel města se pohybuje okolo 35 tisíc a po roce 2000 setrvale klesá.[zdroj?]

## Členění města
Historickou část města tvoří celkem tři celky: Gorica (podle slovanského označení pro malou horu), Mangalem (ikonické domy ve svahu, samotný střed Beratu) a Kalaja (původně byzantská pevnost, která se další zástavbou stala integrální součástí města). 
Z administrativního hlediska pod město Berat spadají následující sídla: Sinjë, Velabisht, samotné město Berat, Otllak a Roshnik.

## Kultura a památky
Od 60. let 19. století je střed města památkovou zónou. Stojí zde jediné židovské muzeum v Albánii. Dále zde stojí také Národní etnografické muzeum a již zmíněné muzeum ikon.
Původní pevnost (Kalaja) zahrnuje do současné doby dochované historické domy, kostely i mešity. Ty na rozdíl od jiných pevností v Albánii (např. Rozafa ve Skadaru) nebyly zničeny.
Protože se v historii Beratu vystřídaly různé mocnosti a státní útvary s různými náboženstvími a kulturami, dochoval se zde nemalý počet historických památek, díky nimž je Berat v celé Albánii dobře známý. Nejstarší objekty pocházejí ze 4. století př. n. l. a nejmladší ze století osmnáctého. Historické centrum města tvoří typické balkánské domy z přelomu 18. a 19. století. Některé nejstarší objekty se nacházejí v někdejší pevnosti; dochovaly se rovněž byzantské kostely původem z 13. století,a mešity z raného období osmanské vlády. Jedná se o Královskou mešitu, Olověnou mešitu, Červenou mešitu a Bílou mešitu. Na řece Osum se nachází kamenný most, postavený v roce 1780.

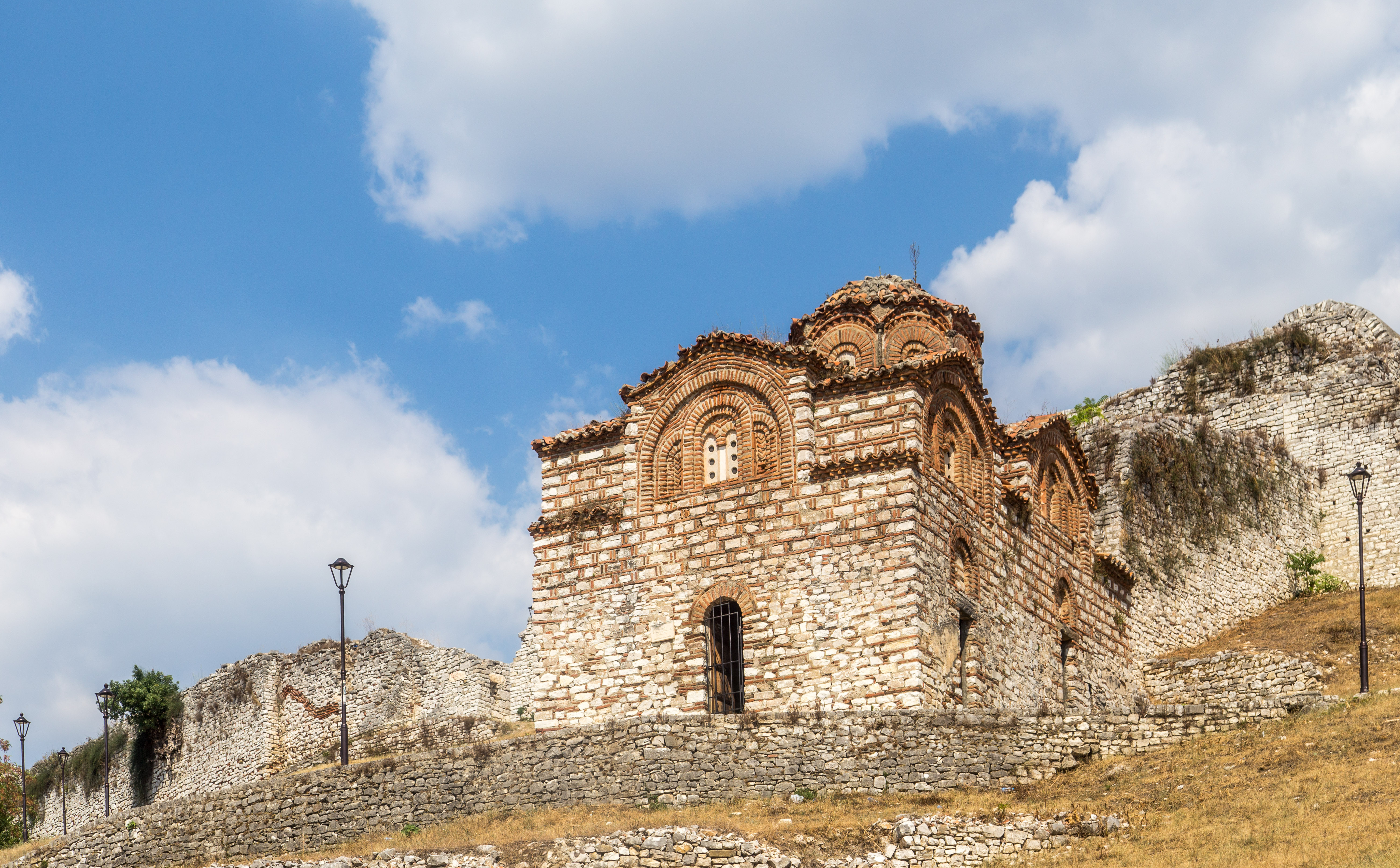
Kostel svaté Trojice (Berat)
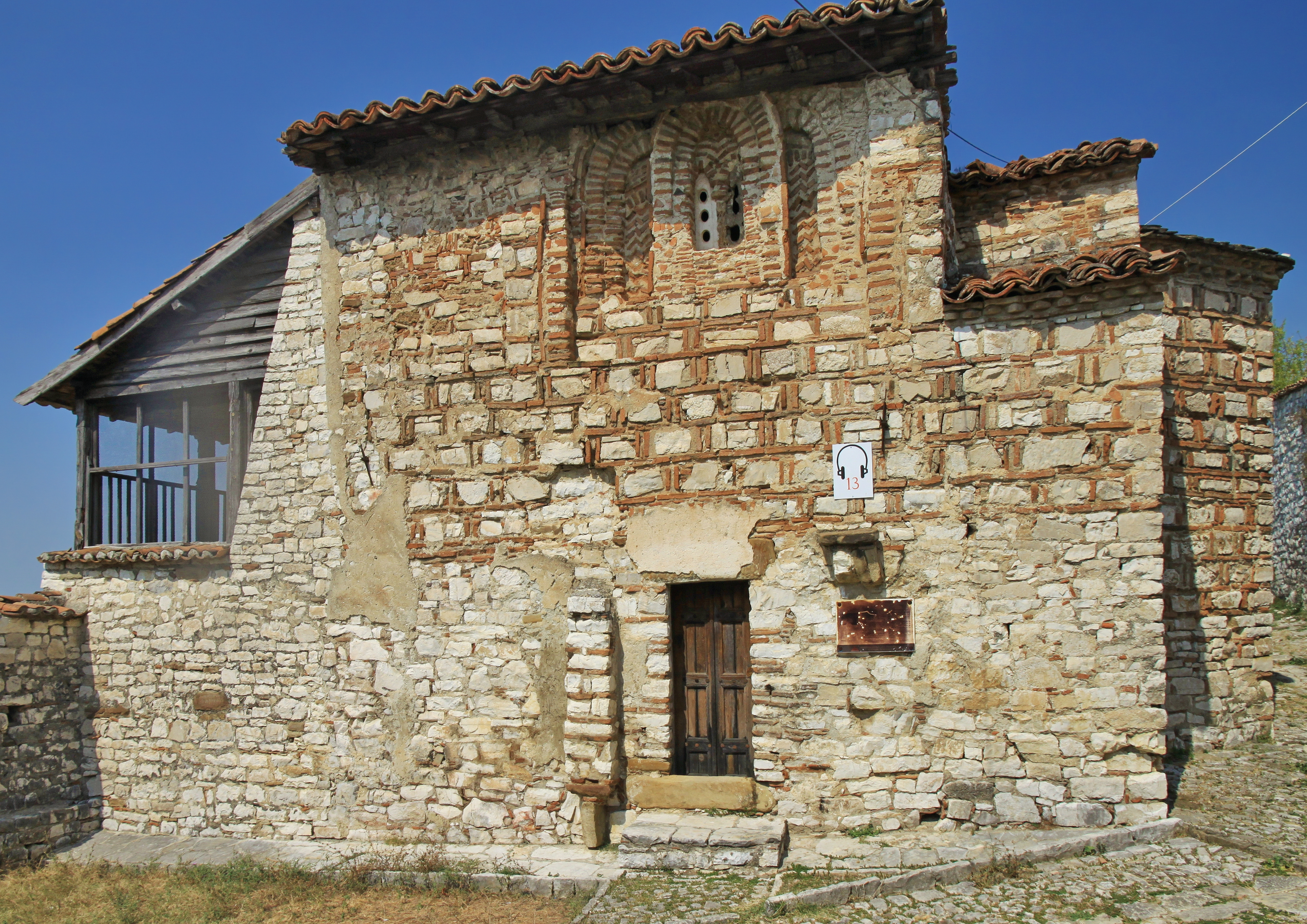
Kostel Panny Marie Blacherenské
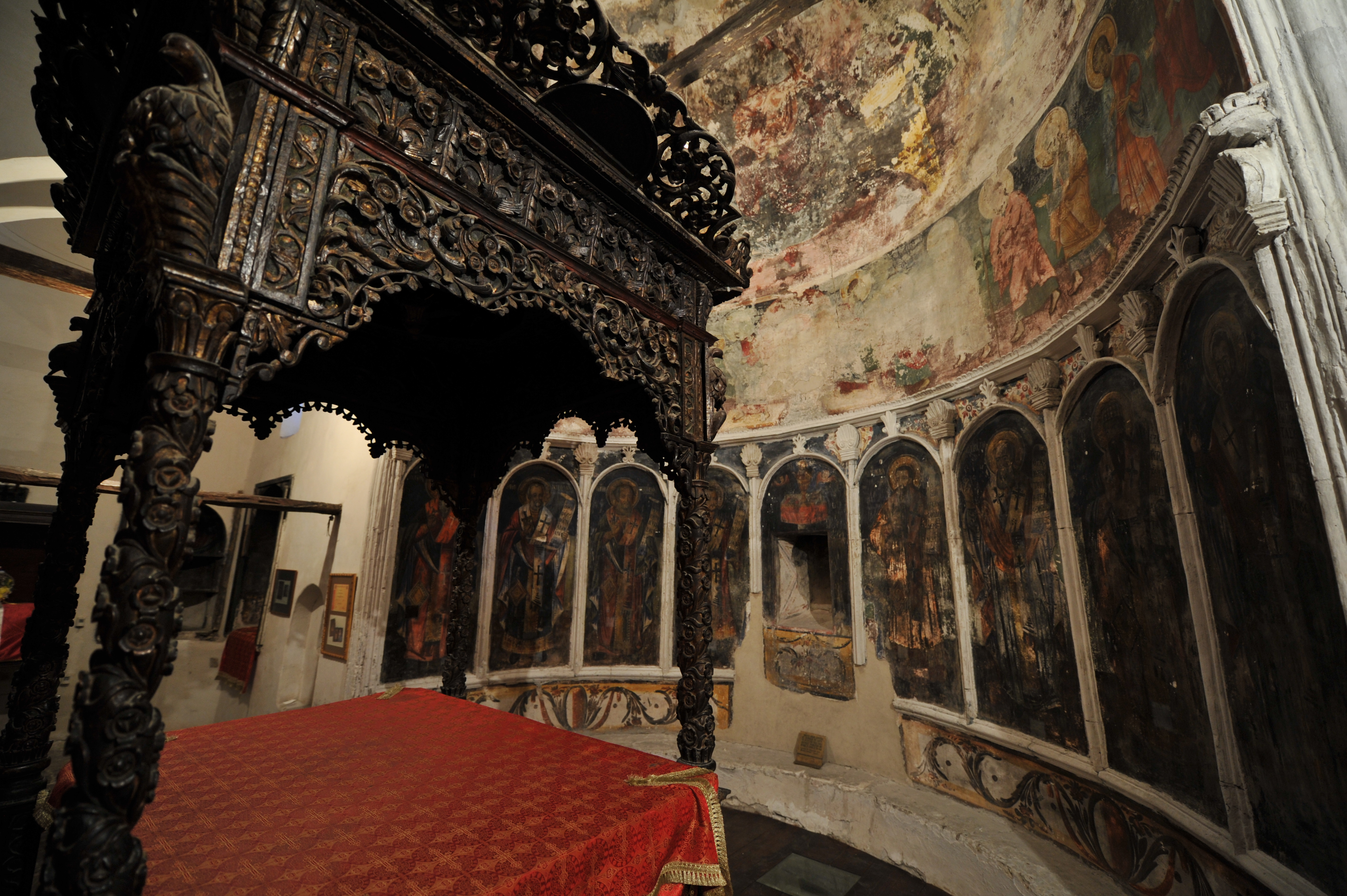
Kostel sv. Theodora
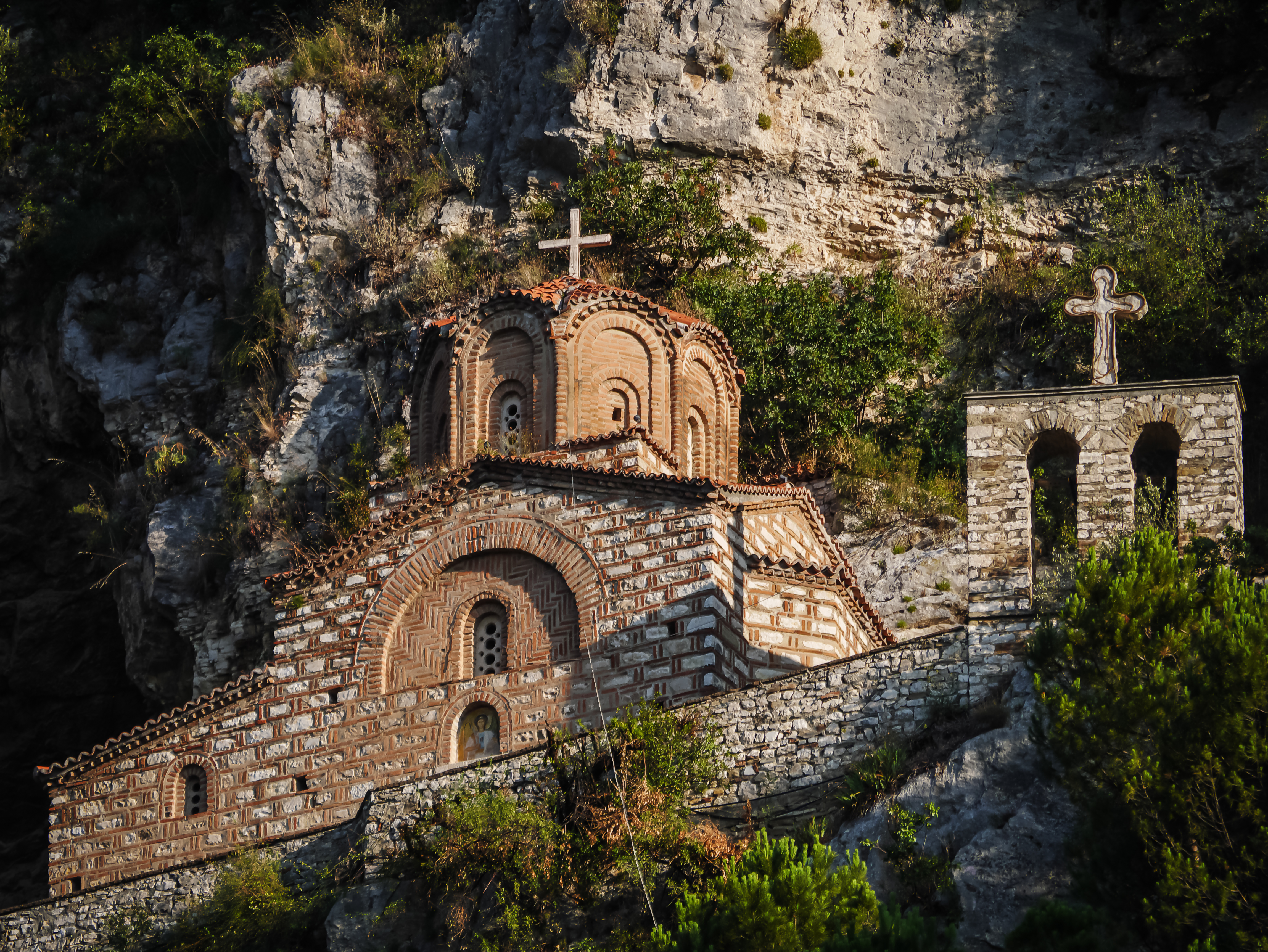
Kostel sv. Michala
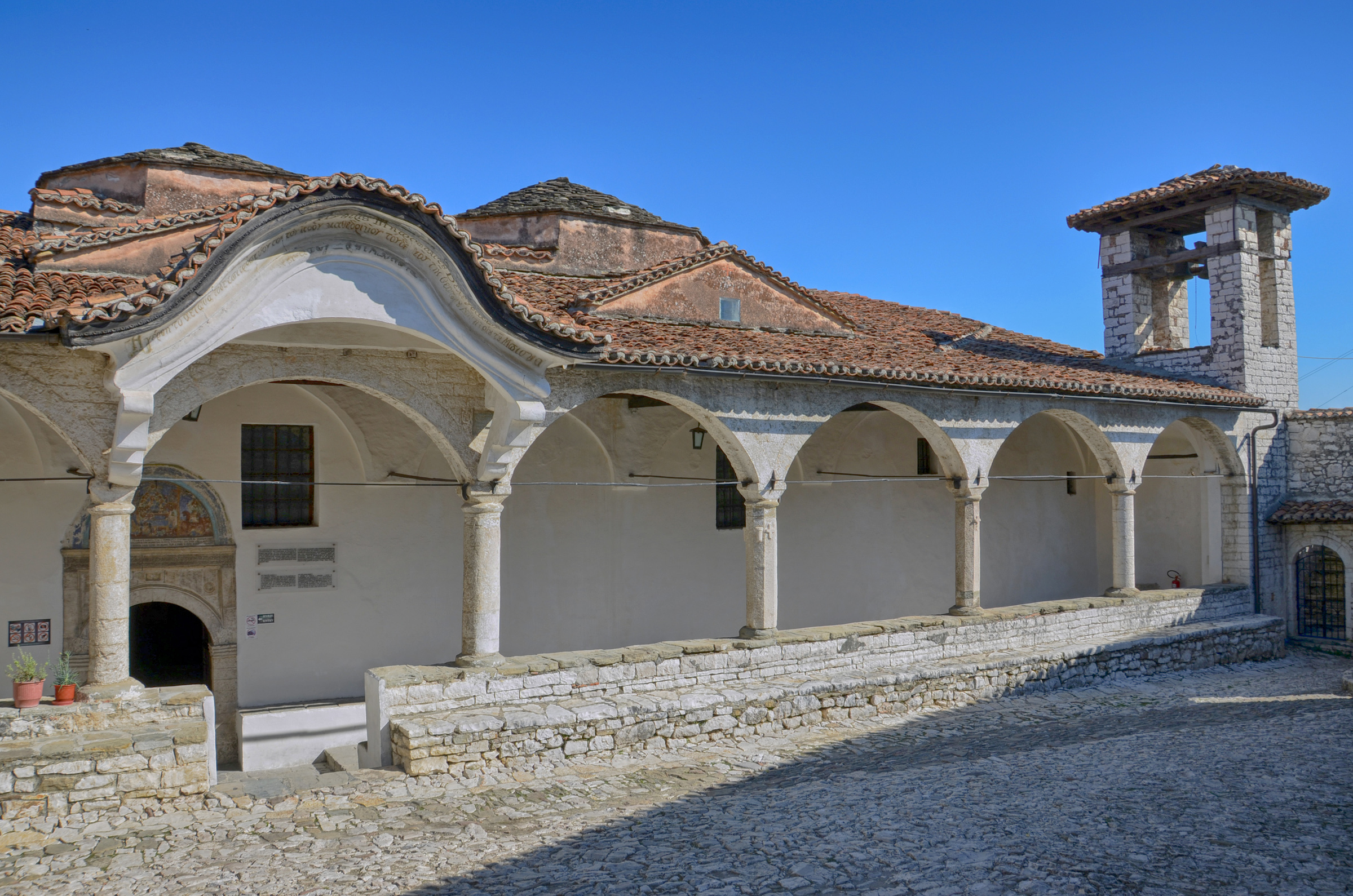
Chrám Zesnutí přesvaté Bohorodice (Berat)
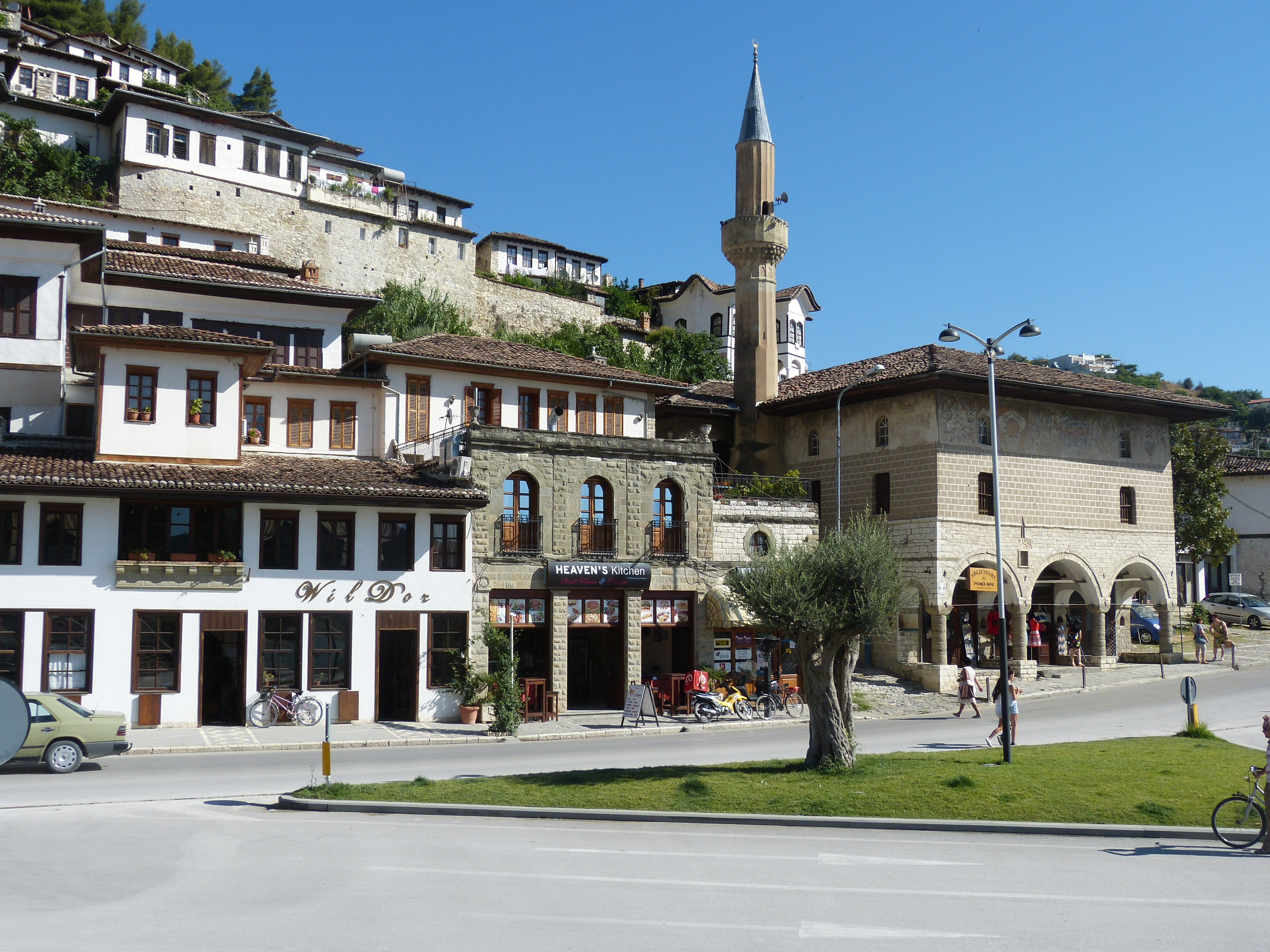
Xhamia e Beqarëve
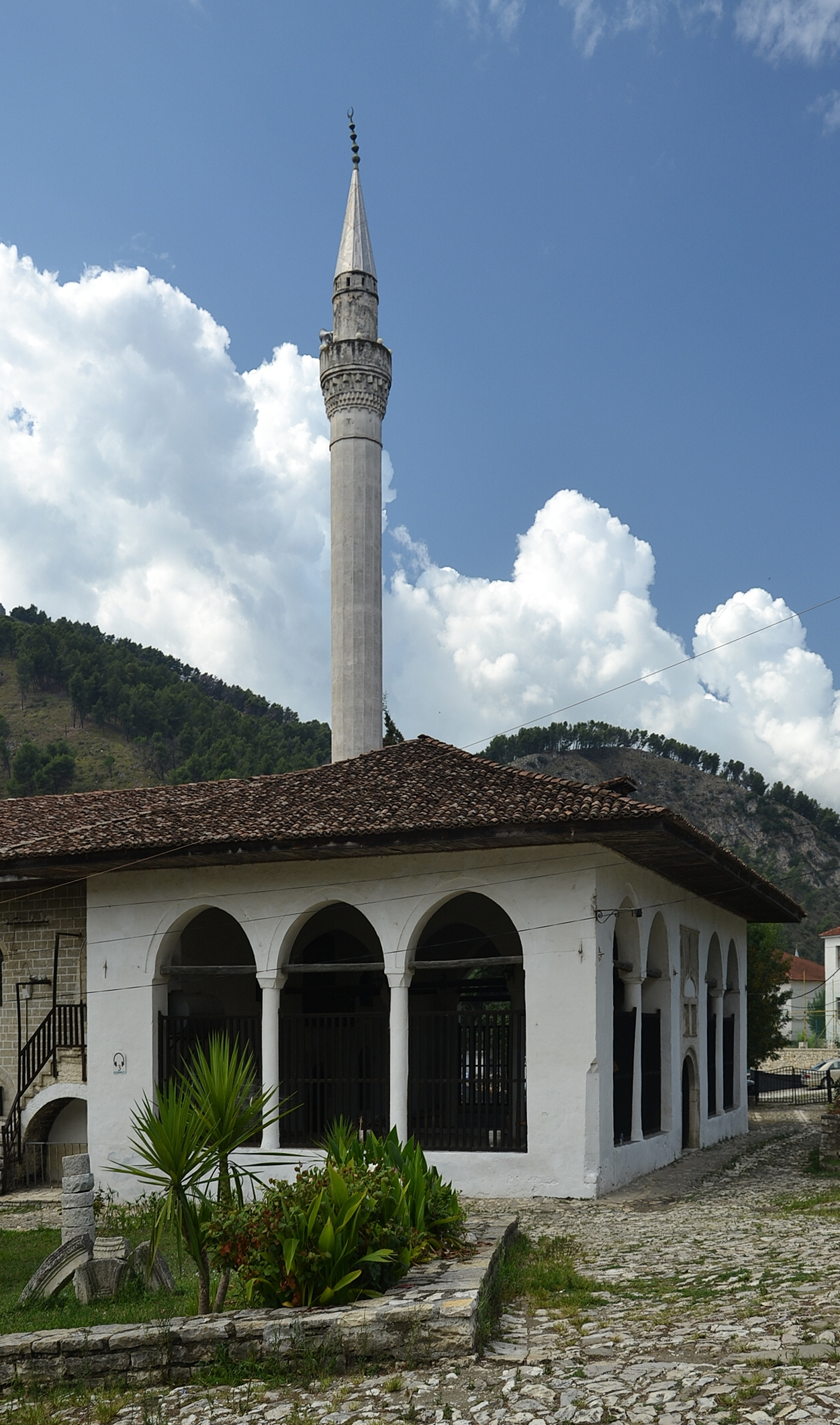
Královská mešita
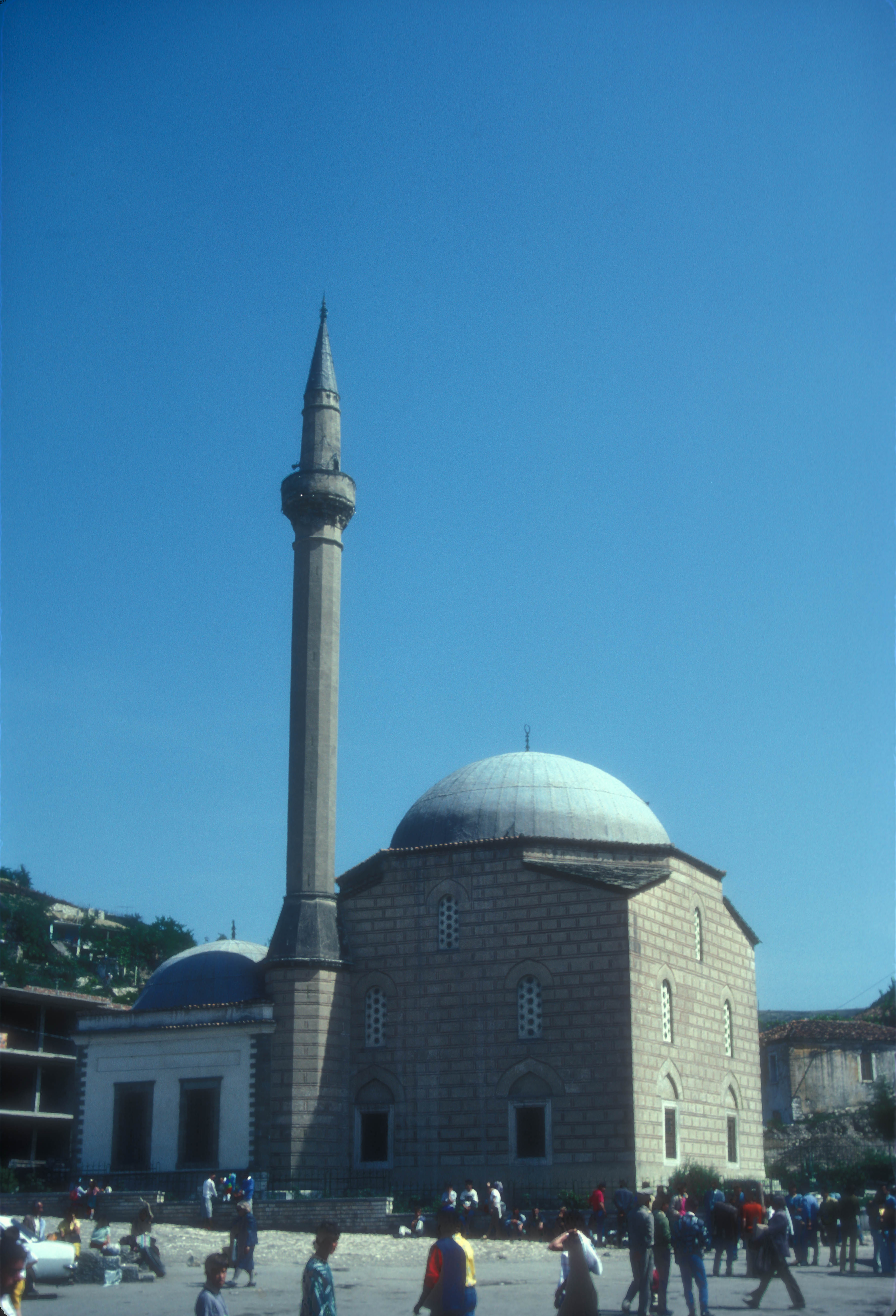
Olověná mešita (Berat)
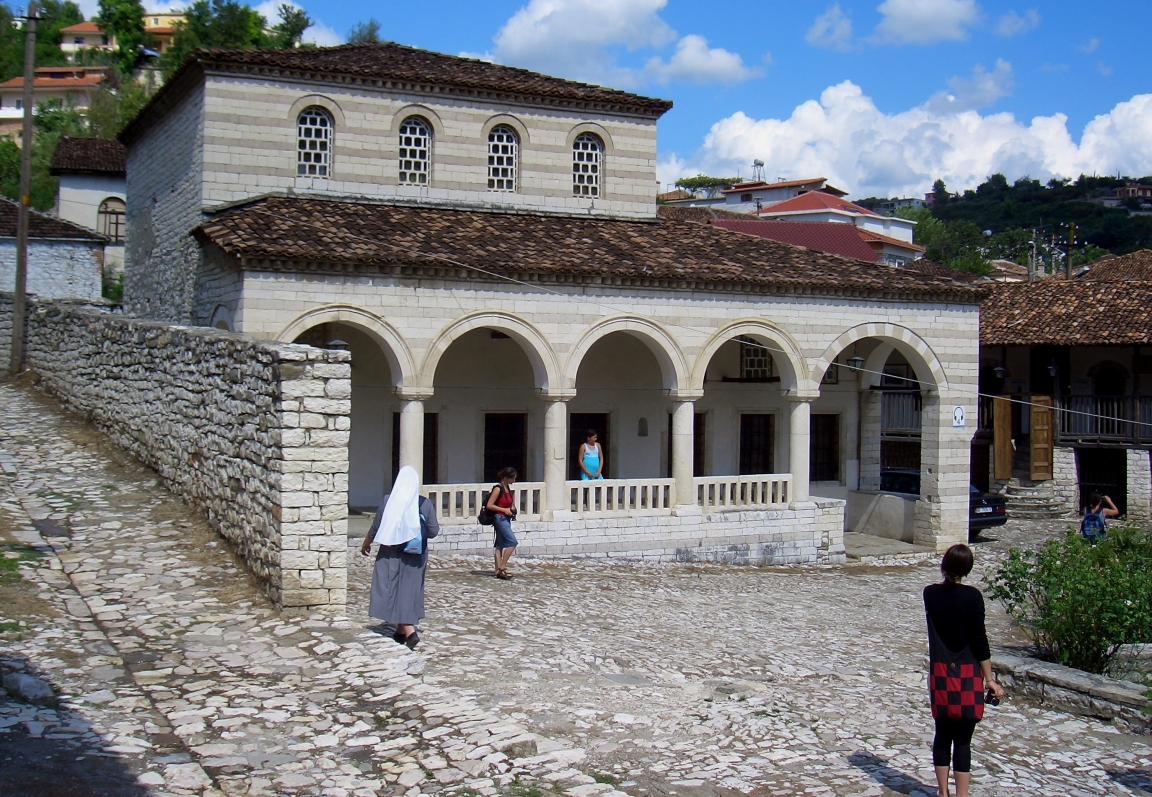
Halveti Teqe
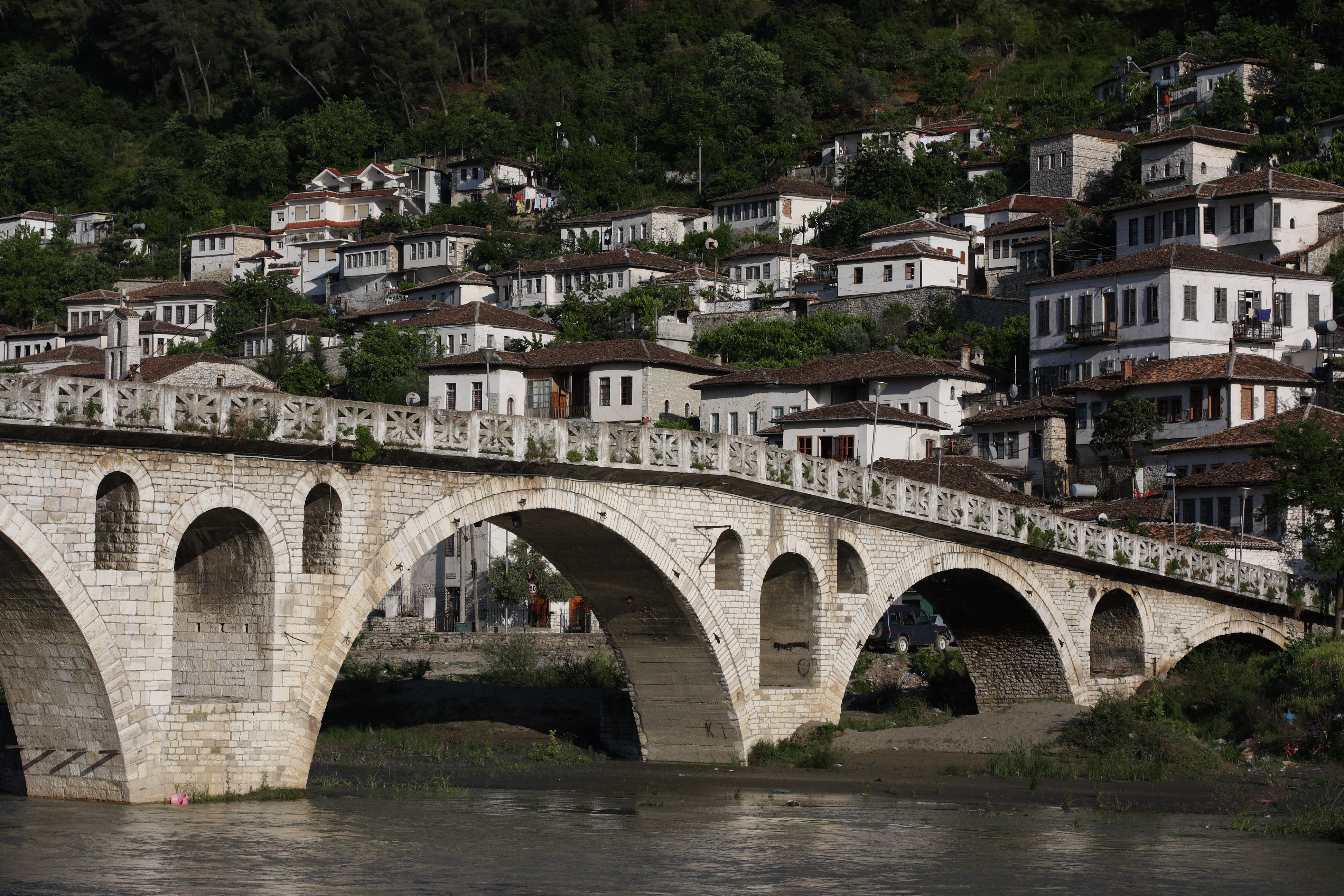
Kamenný most
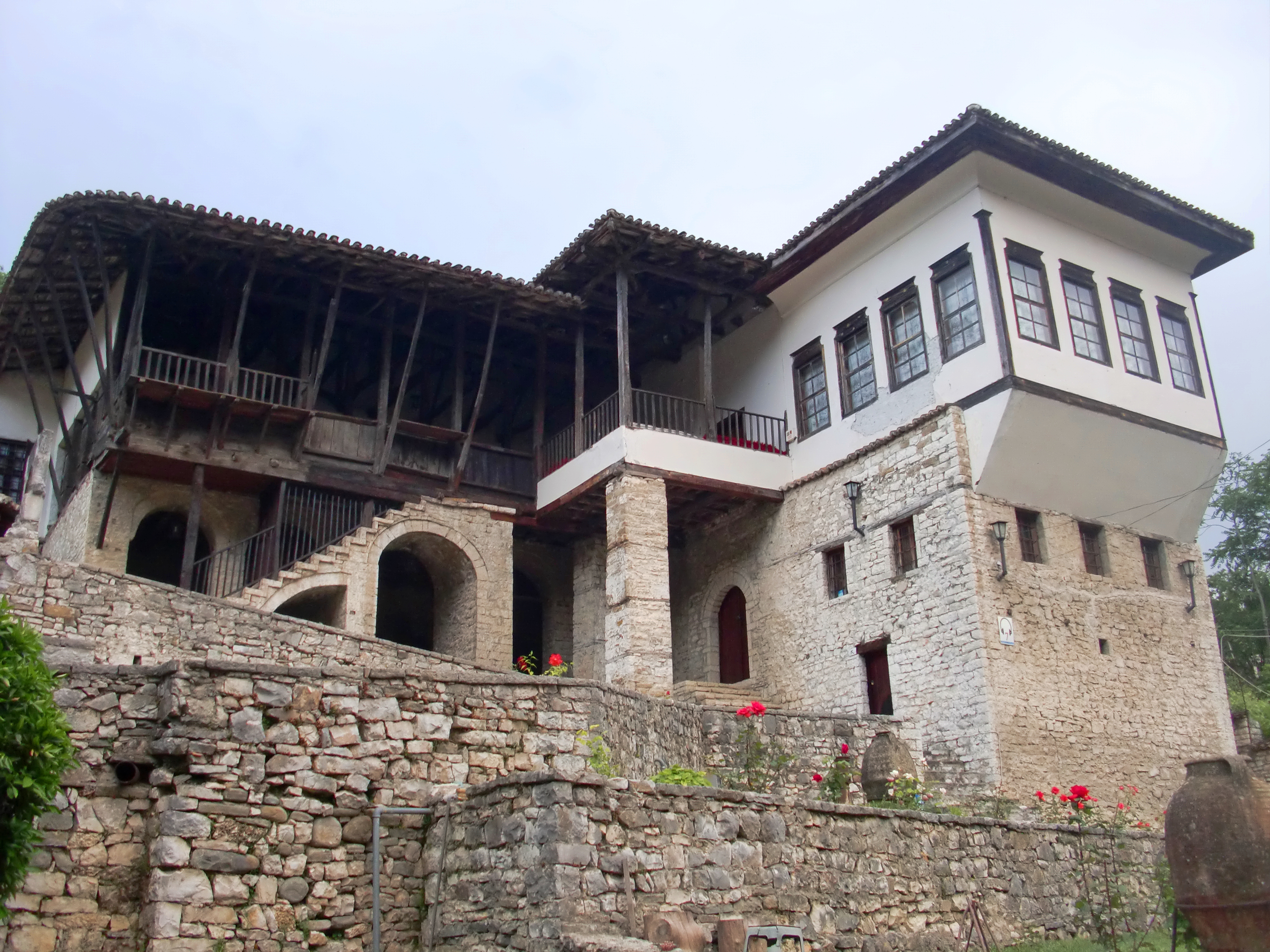
Národní etnografické muzeum
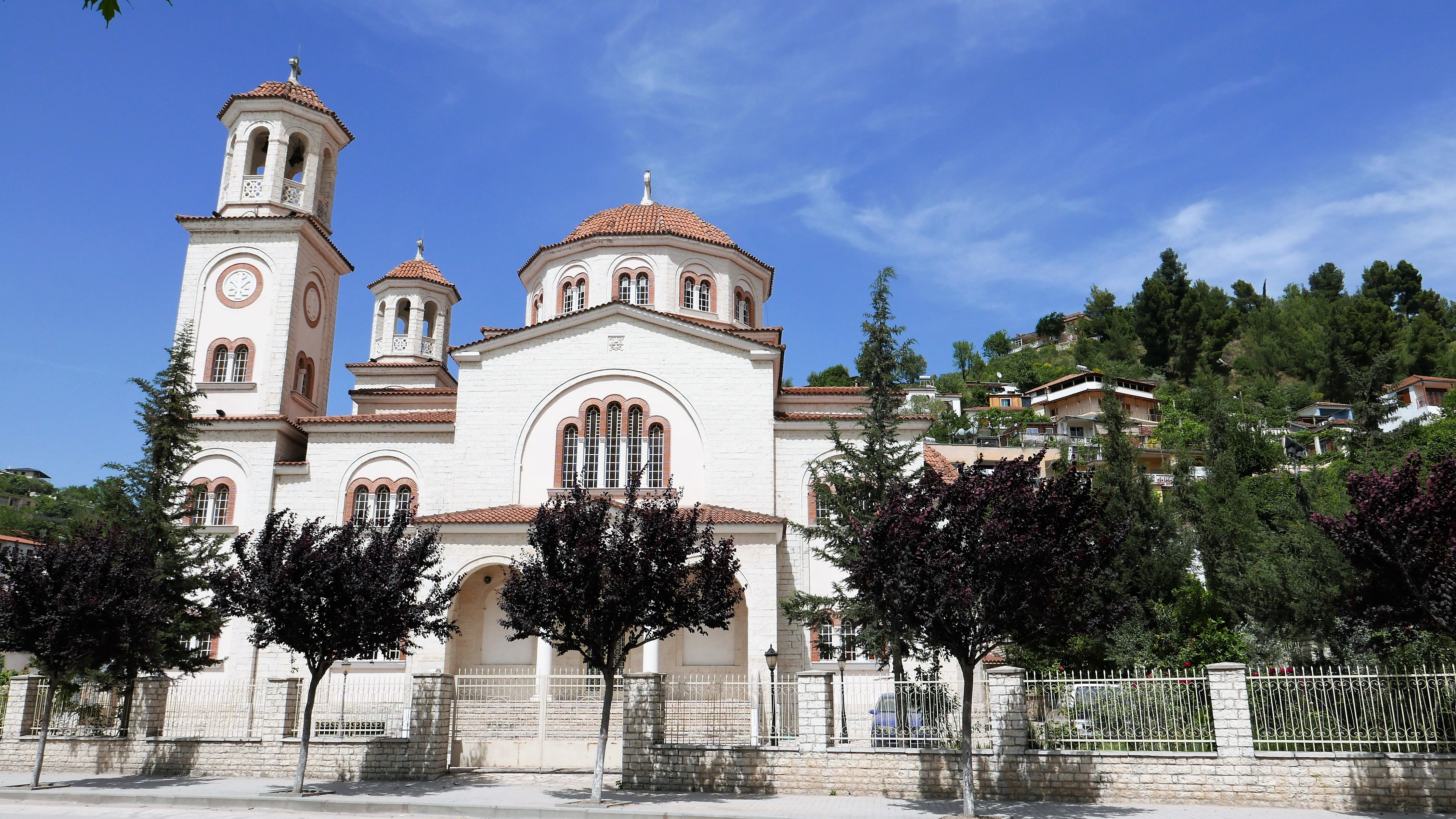
Katedrála sv. Dimitrije
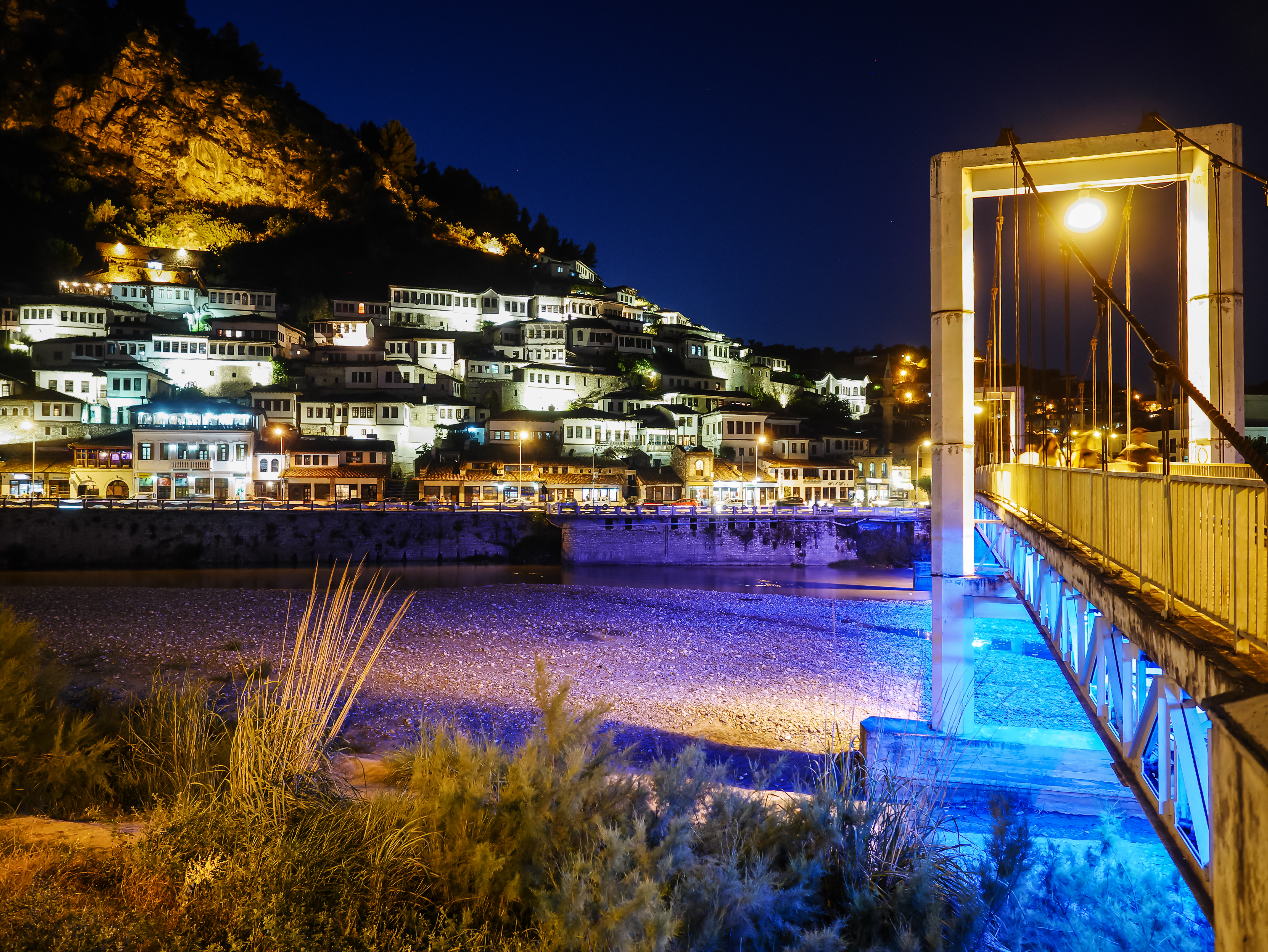
Střed města (Mangalem)
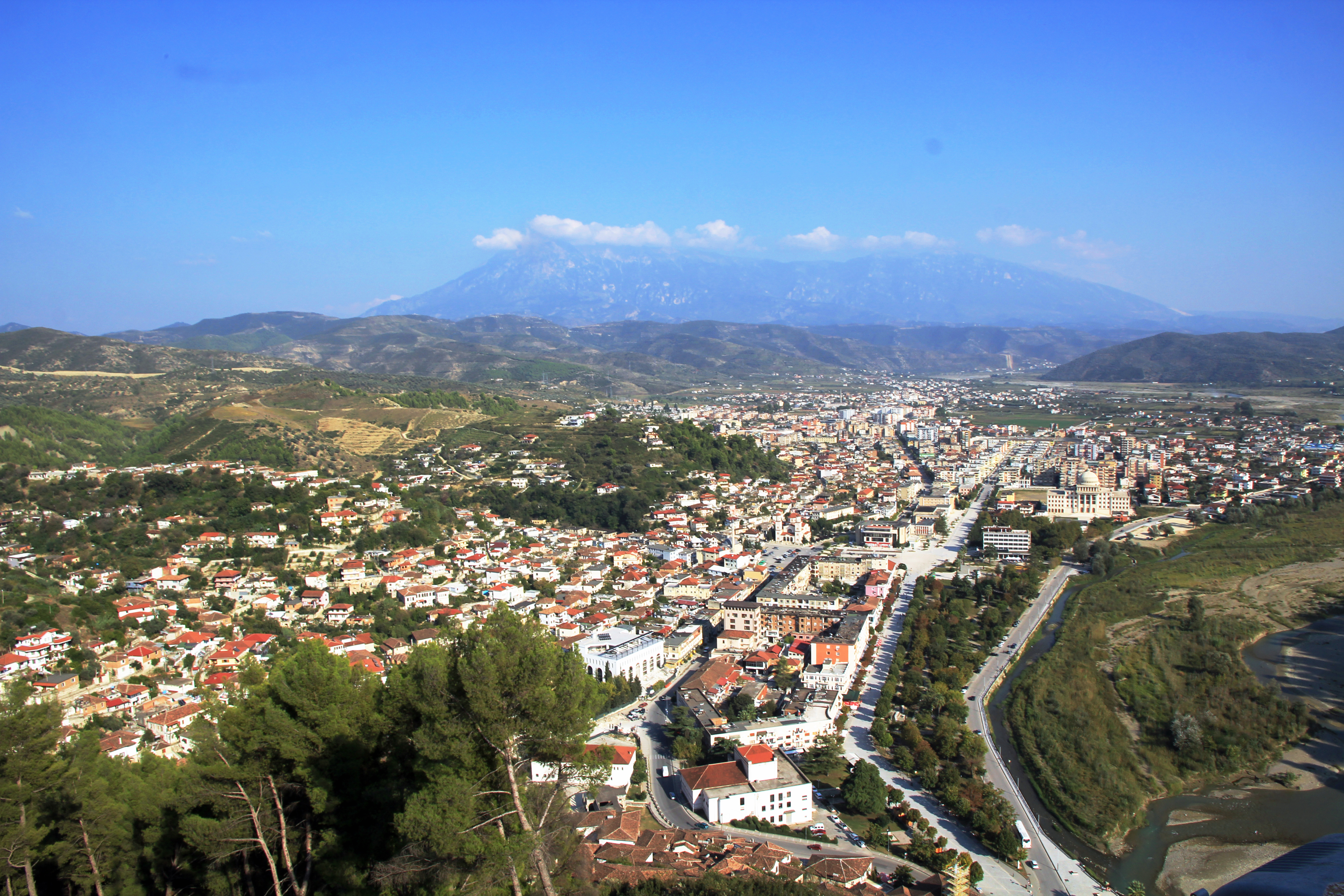
Centrum města z hradu
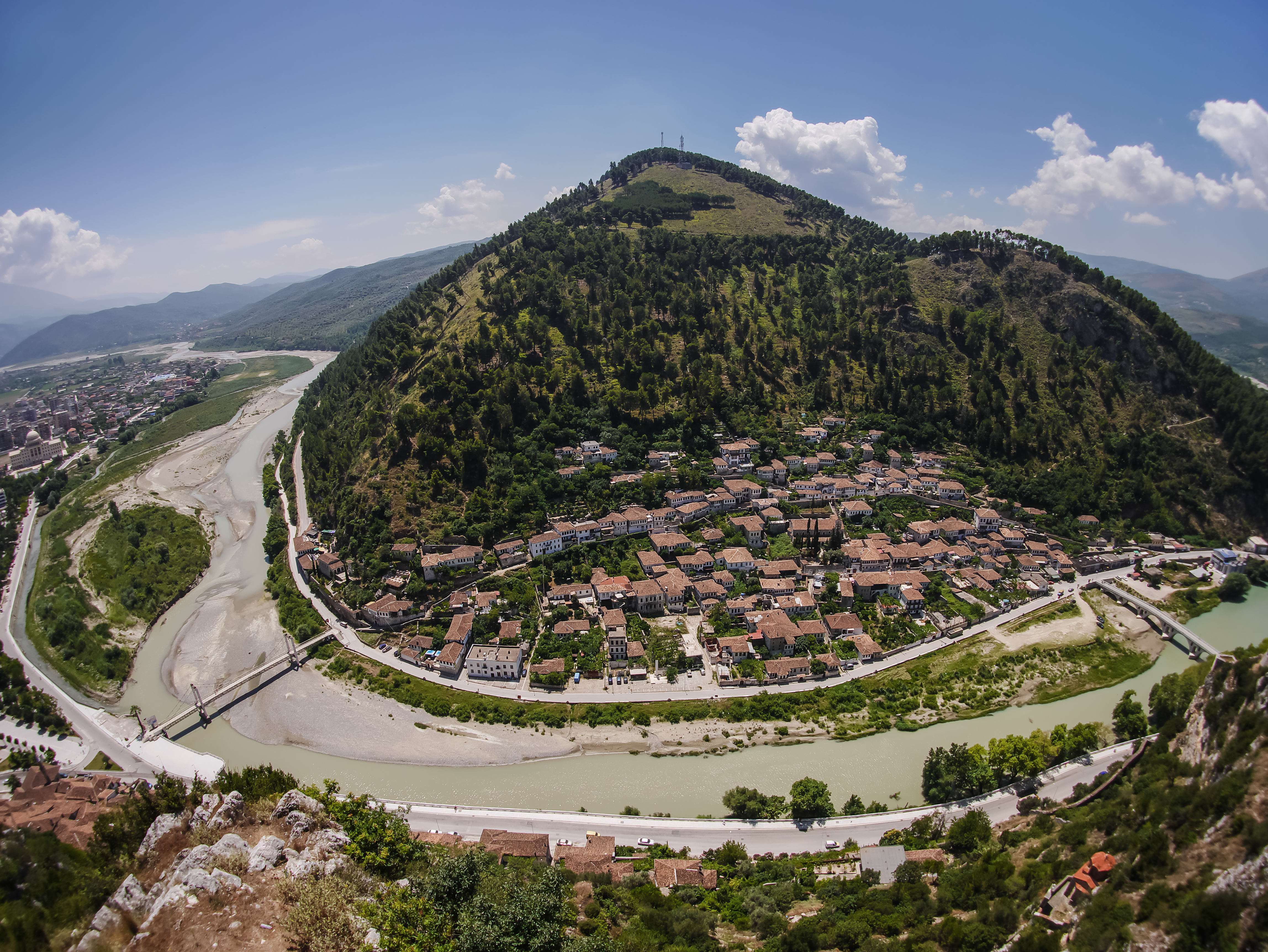
Gorica
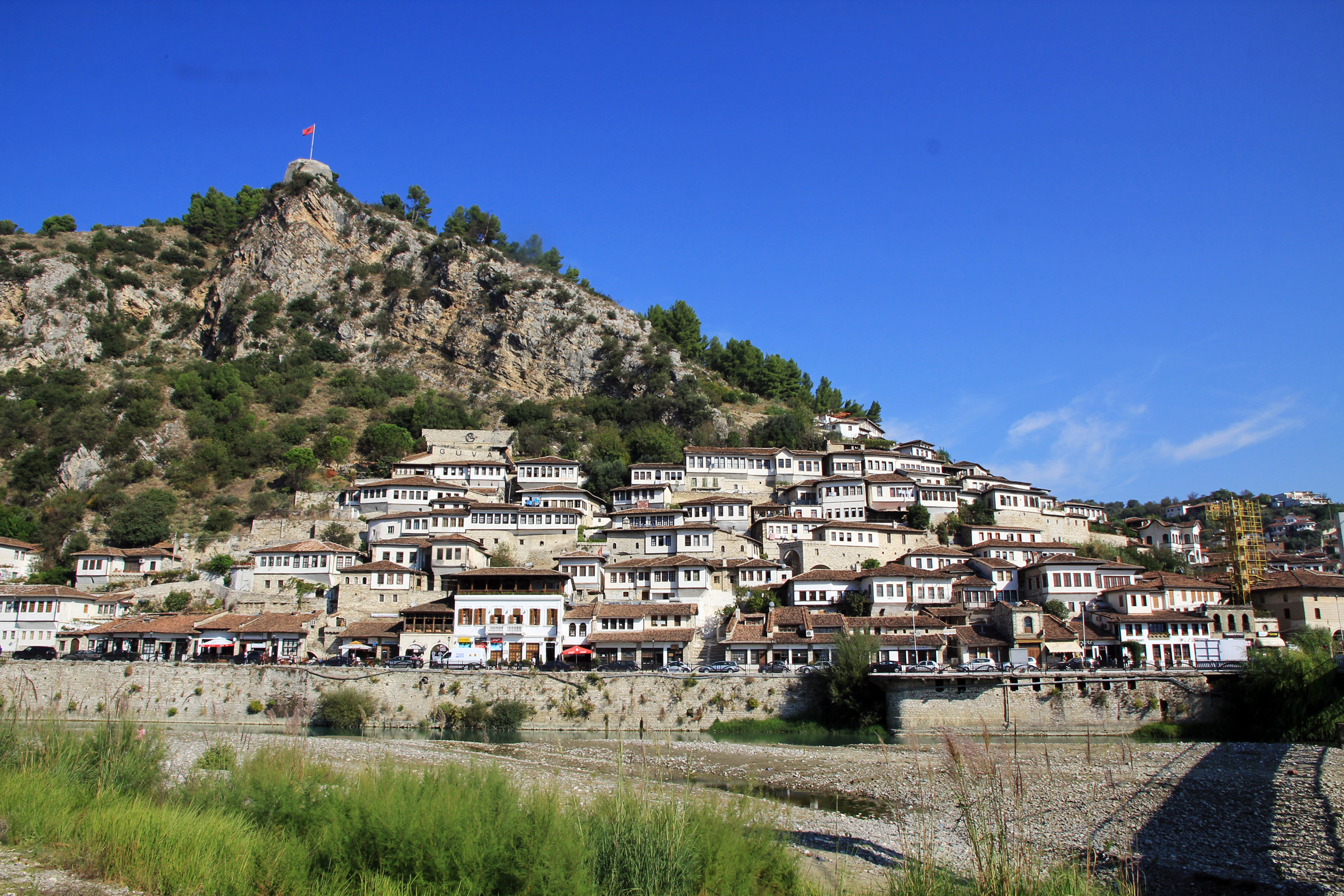
Mangalem
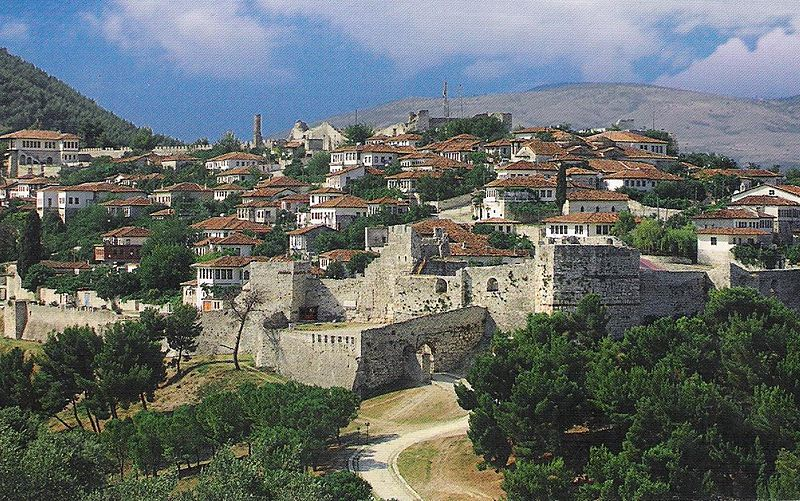
Kalaja
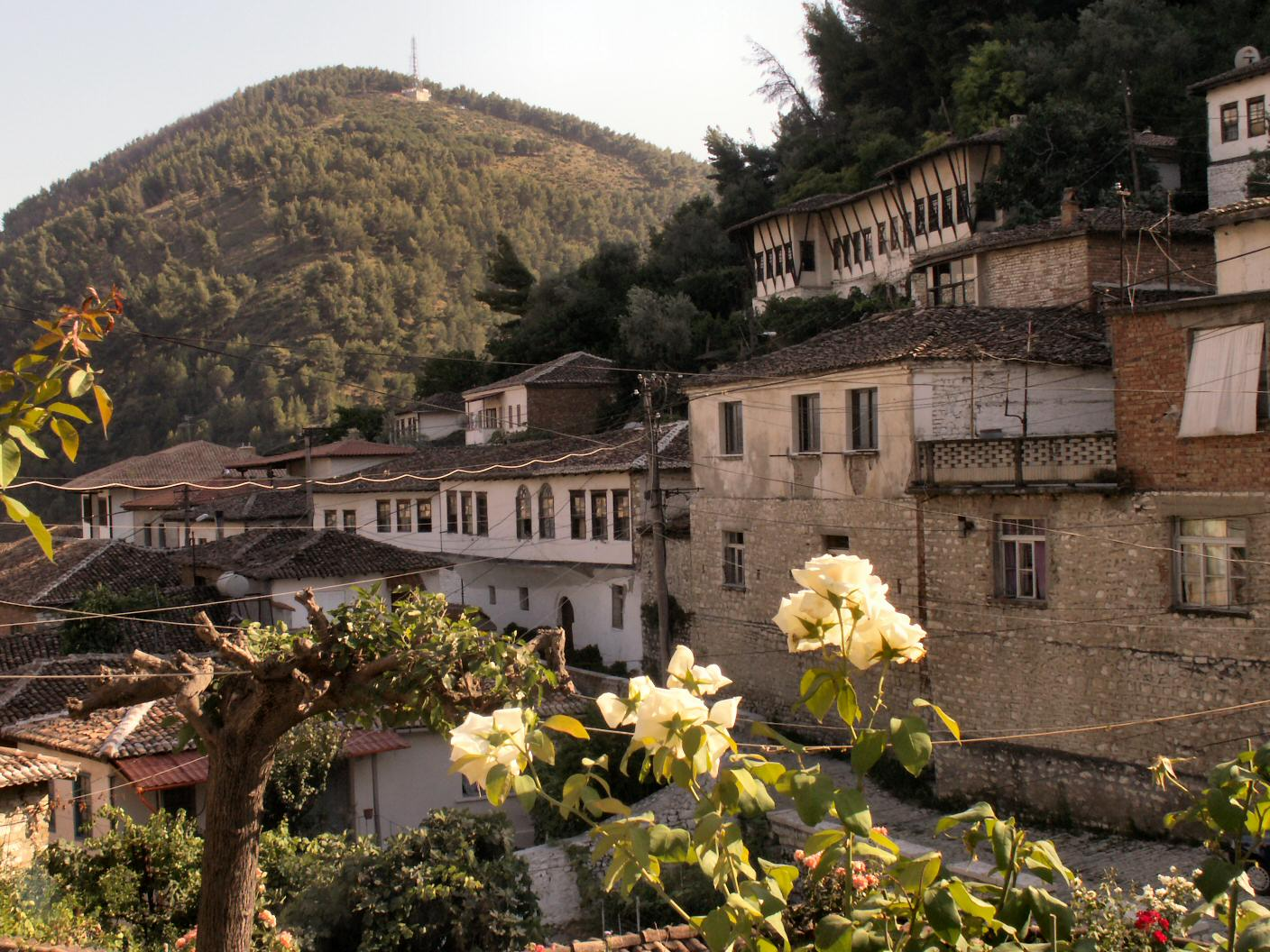
Historické domy
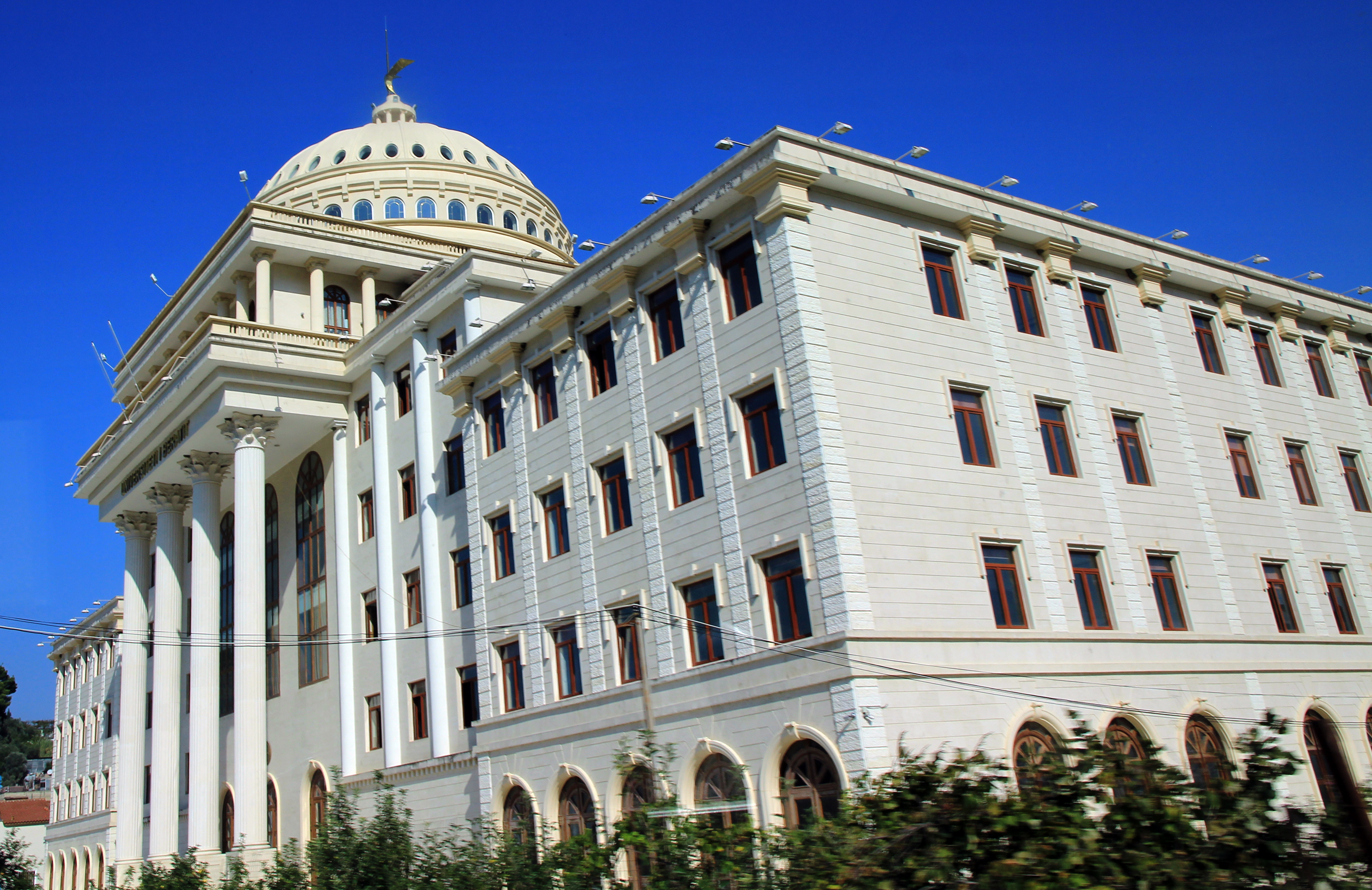
Budova univerzity
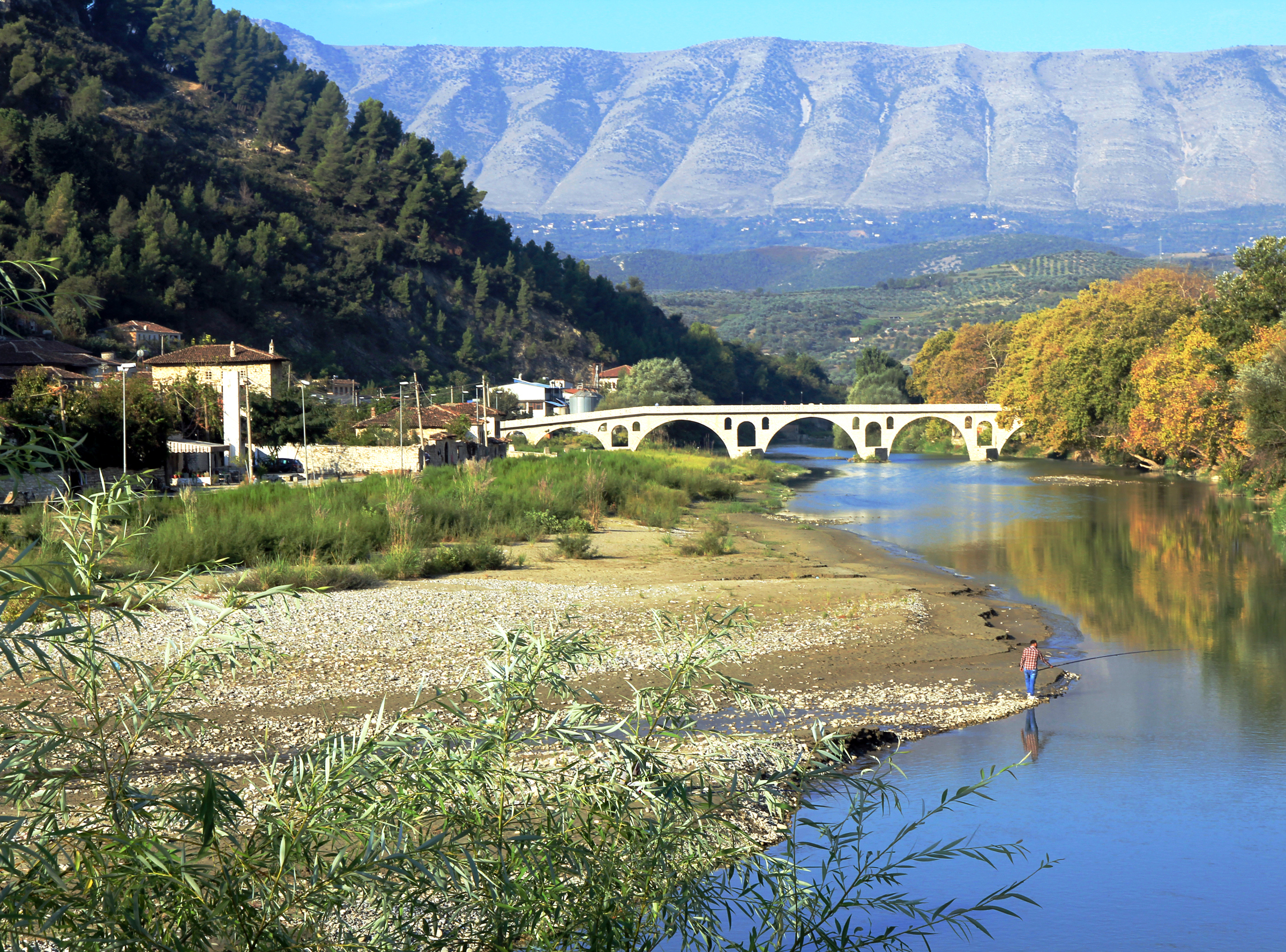
Most Gorica bridge přes řeku Osum

## Podnebí
| Berat – podnebí             | Berat – podnebí | Berat – podnebí | Berat – podnebí | Berat – podnebí | Berat – podnebí | Berat – podnebí | Berat – podnebí | Berat – podnebí | Berat – podnebí | Berat – podnebí | Berat – podnebí | Berat – podnebí | Berat – podnebí |
| Období                      | leden           | únor            | březen          | duben           | květen          | červen          | červenec        | srpen           | září            | říjen           | listopad        | prosinec        | rok             |
| --------------------------- | --------------- | --------------- | --------------- | --------------- | --------------- | --------------- | --------------- | --------------- | --------------- | --------------- | --------------- | --------------- | --------------- |
| Nejvyšší teplota [°C]       | 25              | 27              | 29              | 31              | 38              | 44              | 46              | 47              | 42              | 35              | 30              | 28              | 47              |
| Průměrné denní maximum [°C] | 14,4            | 15,3            | 17,1            | 20,2            | 25,3            | 30,4            | 33,4            | 33,6            | 29,2            | 23,1            | 18,3            | 15,8            | 23,01           |
| Průměrné denní minimum [°C] | 2,0             | 2,1             | 4,2             | 7,4             | 12,5            | 17,7            | 20,3            | 20,0            | 16,0            | 8,5             | 6,3             | 3,1             | 10,1            |
| Nejnižší teplota [°C]       | −10             | −9              | −4              | −1              | 3               | 8               | 14              | 12              | 6               | 0               | −3              | −8              | −10             |
| Průměrné srážky [mm]        | 145             | 152             | 108             | 97              | 76              | 31              | 4               | 9               | 50              | 95              | 199             | 203             | 1 169           |
| Zdroj: METEOALB 1991 - 2010 |                 |                 |                 |                 |                 |                 |                 |                 |                 |                 |                 |                 |                 |

## Doprava

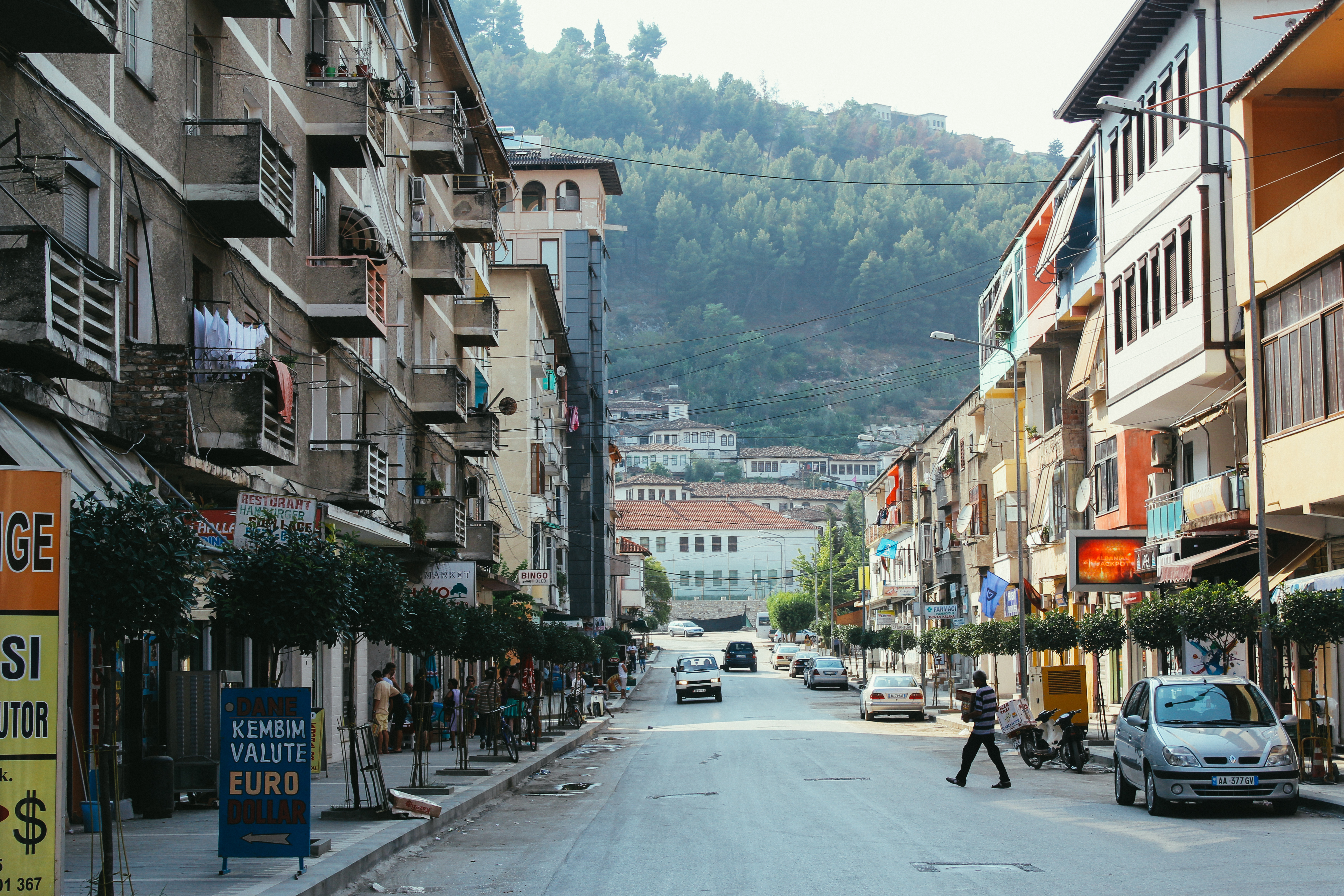
Hlavní ulice v moderní části města.

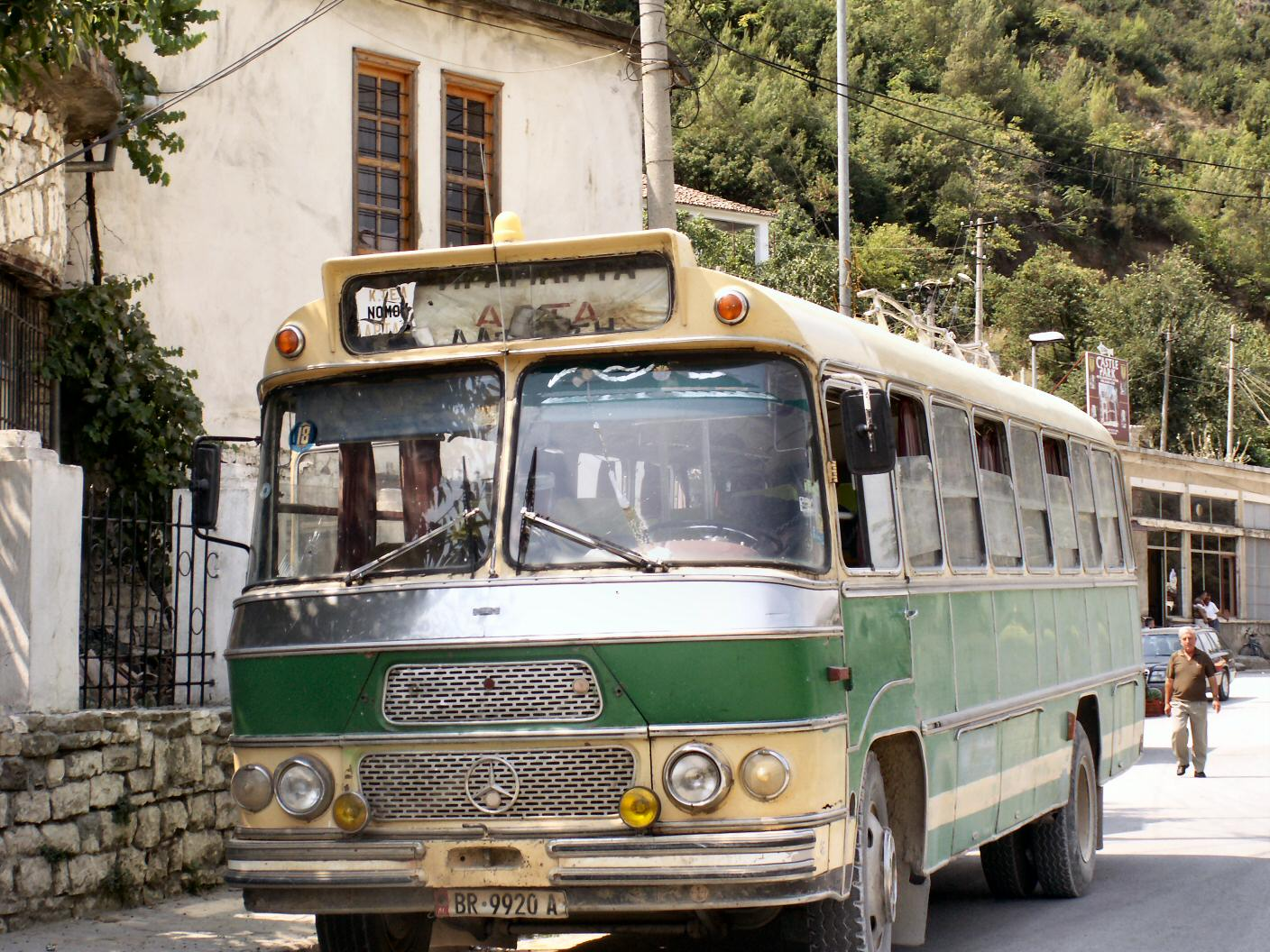
Autobus v Beratu.

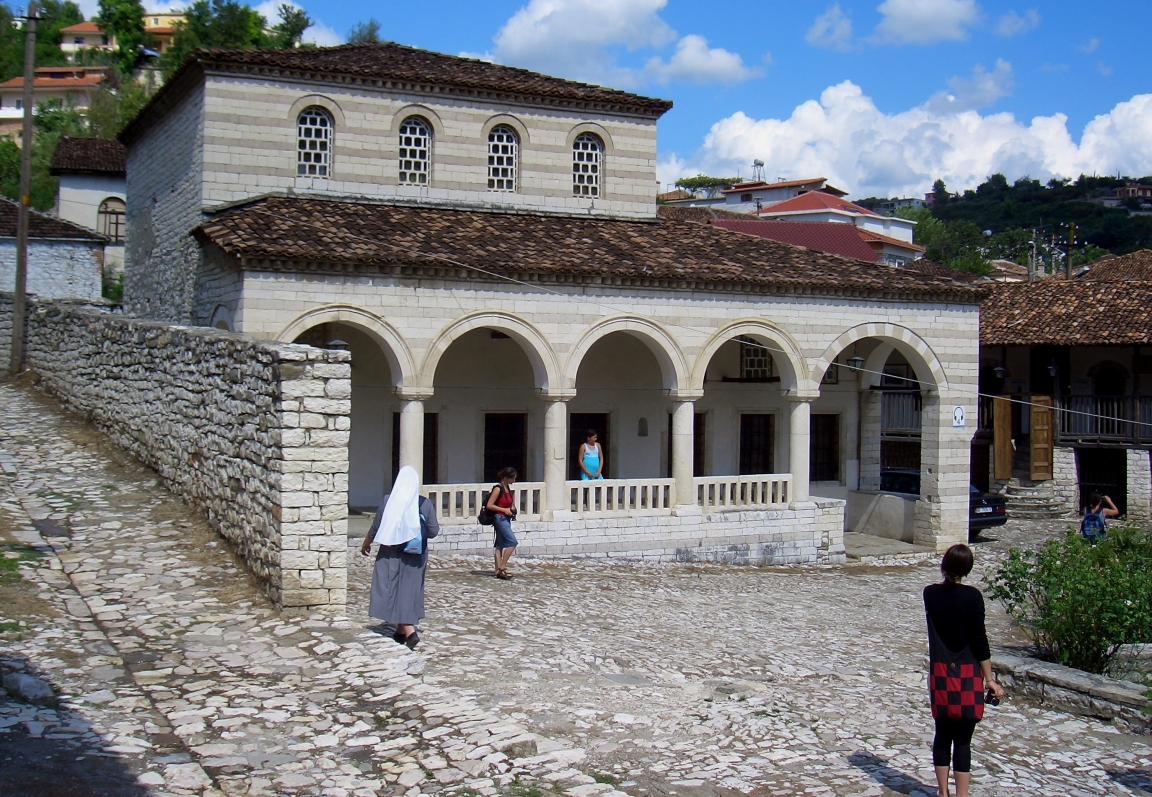
Halveti Teqe v Beratu.

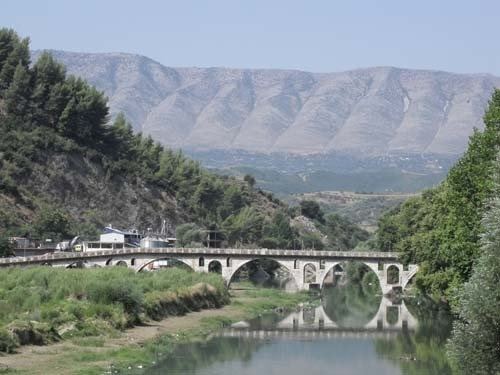
Kamenný most přes řeku Osum.

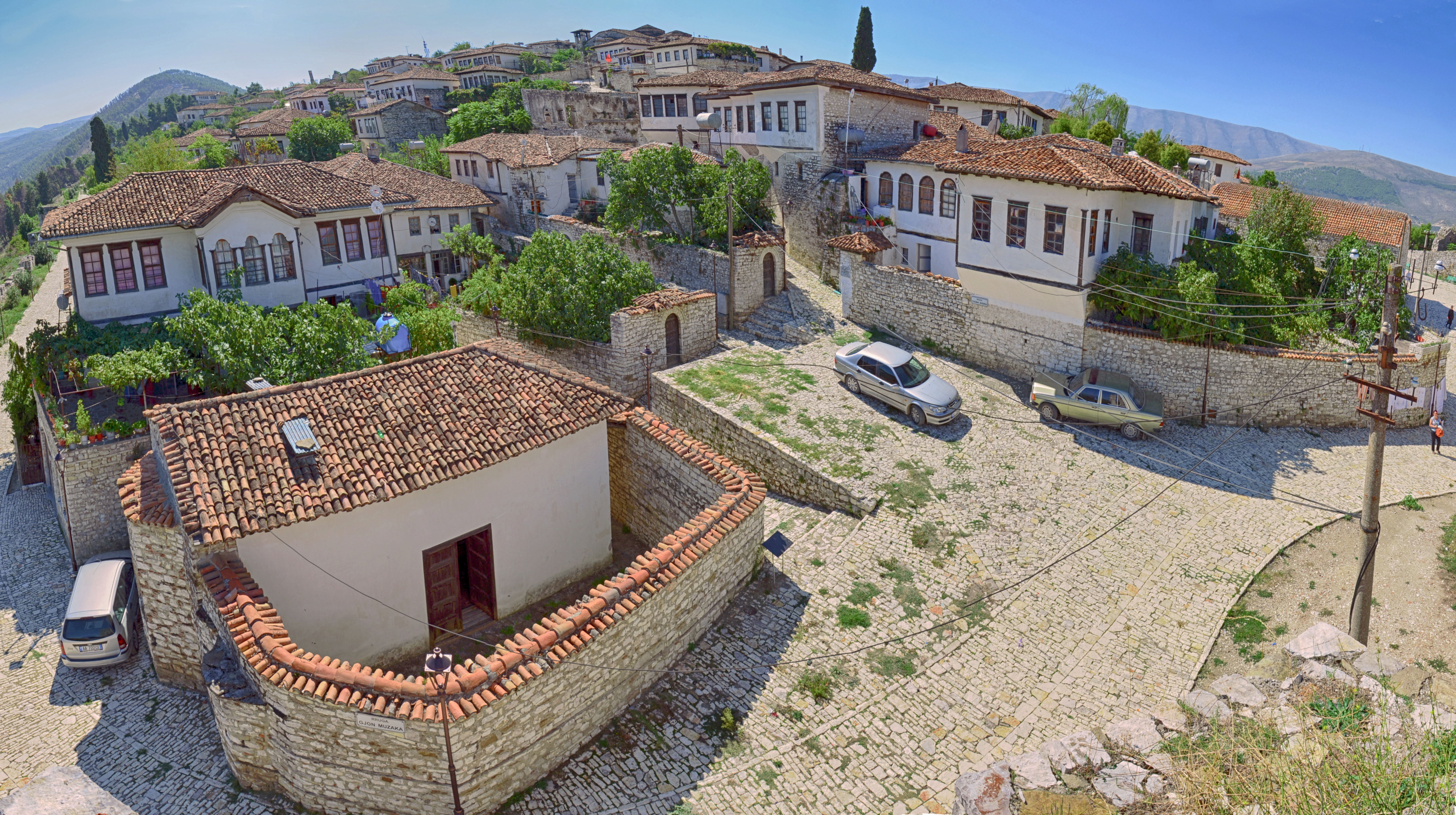
Beratská pevnost.

Město se nachází na hlavním silničním tahu ve směru severozápad (Lushnjë) – jihovýchod (Poliçan), který je evidován jako silnice SH 72. Město není napojeno na železniční ani dálniční síť. Řeka Osum není splavná. Berat nemá vlastní letiště: tiranské Letiště matky Terezy se nachází 124 km severozápadně od města.
Silniční síť beratského okresu má délku 180 km, z toho 65 km asfaltovaných, 18 km v kategorii státních a 113 km venkovských silnic. V okrese připadá 26–50 silničních vozidel na 1 000 obyvatel.
Veřejnou dopravu do města zajišťují autobusy.

## Školství
Ve městě působí od roku 2009 soukromá Albánská univerzita v Beratu. Je zde řada základních a středních škol.[zdroj?]

## Sport
Místní fotbalový tým nese název KS Tomori Berat; jeho domovský stadion se nachází v jihovýchodní části města.

## Významné osobnosti
- Angelina Srpska (* 1440), svatořečená srbskou pravoslavnou církví
- Onufri a jeho syn Nikolla (16. století), umělci kteří po jistou dobu žili v Beratu
- Babë Dud Karbunara (1842–1917), politik a zakladatel moderního albánského státu
- Sotir Kolea (1872–1945), politik
- Dhimitër Tutulani (1875–1937), politik a zakladatel moderního albánského státu
- Sami Bey Vrioni (1876–1947), politik a zakladatel moderního albánského státu
- Iliaz Vrioni (1882–1932), politik, zakladatel moderního albánského státu a trojnásobný předseda vlády Albánie
- Sejfulla Cekja Myftari (nar. 1942), humorista a herec
- Alkan Nallbani (nar. 1971), umělec